# Амплітудна маніпуляція

Ампліту́дна маніпуля́ція (АМн; англ. Amplitude shift keying (ASK)) — зміна сигналу, за якої стрибкоподібно змінюється амплітуда частоти-носія. АМн можна розглядати як окремий випадок квадратурної маніпуляції (англ. Quadrature amplitude shift keying (QASK)) .
Телеграфні сигнали — азбуку Морзе — найчастіше передають за допомогою амплітудної маніпуляції. У передавачі цей метод реалізується найбільш просто в порівнянні з іншими видами маніпуляції (у простому випадку — просто вмикається і вимикається живлення передавача). Приймач для приймання телеграфних сигналів на слух, навпаки, дещо ускладнюється: у ньому повинен бути присутнім гетеродин, що працює на частоті, близькій до частоти прийнятого сигналу, щоб на виході приймача можна було виділити різницеву звукову частоту. Придатні приймачі прямого перетворення, регенеративні в режимі генерації та супергетеродинні з додатковим «телеграфним» гетеродином.
Амплітуда високочастотного сигналу на виході радіопередавача приймає тільки два значення: максимальне і нульове. Відповідно, вмикання або вимикання виконується оператором за допомогою телеграфного ключа або за допомогою автоматичного формувача телеграфних посилок (датчика коду Морзе, комп'ютера). Обвідна радіоімпульсу (елементарної посилки — крапки і тире) на практиці, природно, не прямокутна (як це показано схематично на малюнку[де?]), а має плавні передній і задній фронти. Інакше частотний спектр сигналу може стати неприпустимо широким, а при прийманні сигналу на слух відчуваються неприємні клацання.